# Mycomya clavata
Mycomya clavata är en tvåvingeart som först beskrevs av Lynch Arribalzaga 1892.  Mycomya clavata ingår i släktet Mycomya och familjen svampmyggor. Inga underarter finns listade i Catalogue of Life.